# Melby (Sjælland)
Melby ist eine dänische Ortschaft mit 764 Einwohnern (Stand 1. Januar 2023) auf Sjælland (dt.: Seeland). Die Ortschaft liegt im gleichnamigen Kirchspiel (dän.: Sogn) Melby Sogn, das bis 1970 zur Harde Strø Herred im damaligen Frederiksborg Amt gehörte. Mit der Auflösung der Hardenstruktur wurde das Kirchspiel in die Frederiksværk Kommune aufgenommen, die Kommune wiederum ging mit der Kommunalreform zum 1. Januar 2007 mit anderen Kommunen in der neu gegründeten Halsnæs Kommune auf, die zur Region Hovedstaden gehört.
Melby liegt etwa vier Kilometer nördlich von Frederiksværk und knapp sieben Kilometer nordöstlich von Hundested.
Nordwestlich des Ortes liegt die Steinkiste von Melby.